# Берско (футбольный клуб)
«Берско» — английский футбольный клуб из города Берско, Ланкашир. Образован в 1946 году. Домашние матчи проводит на стадионе «Виктория Парк». В сезоне 2016/17 в Первом Дивизионе Северной Премьер-лиги занял последнее место и вылетел в Лигу Северо-западных графств, девятый по значимости футбольный турнир Англии.

## История

### Ранние годы
Первый футбольный клуб ассоциации Берско был основан в 1880 году, и играл в лиге Ливерпуля и окрестностей, пока не был расформирован в 1900 году.
В 1905 году был основан клуб Берско Рейнджерс, который проводил свои матчи на нынешнем стадионе на Март Лейн с 1908 года. Многие традиции современного клуба заложились в то время: такие как зеленая форма, и прозвище "коноплянки". В 1920-х годах команда трижды выигрывала чемпионат Комбинации округа Ливерпуля. в 1926 году Рейнджерс выкупили главную трибуну у Эвертона и установили ее на своем стадионе Виктория Парк. Затем клуб присоединился к Комбинации Ланкашира, но успехов в этом соревновании не добился, а в 1935 году и вовсе был расформирован по финансовым причинам.
После Второй Мировой Войны современный клуб Берско был сформирован в 1946 году, и начал выступать в Комбинации округа Ливерпуля. На второй сезон существования клуба были выиграны Малый кубок Ланкашира, Кубок Джорджа Махона и Кубок вызова Ливерпуля. Двумя годами позже был завоеван первый титул в чемпионате, а также вновь выигран Малый кубок. В 1952 году клуб выиграл Кубок вызова во второй раз.
В сезоне 1953/54 команда перешла в Комбинацию Ланкашира, выиграв титул чемпиона Второго дивизиона этой лиги в свой дебютный сезон, и забив в течение чемпионата 155 голов. В сезоне 1955/56 клубом была завоевана победа в Первом дивизионе Комбинации Ланкашира, а в 1959 году команда дошла до первого раунда Кубка Англии, где уступила дома перед переполненными трибунами Виктории Парка, вместившему в тот день 4 200 зрителей, клубу Кру Александра со счетом 3:1.
Также некоторых успехов клуб добился в конце 1960-х годов. В сезоне 1966/67 был выигран Малый кубок Ливерпуля, а в сезоне 1969/70 была завоевана победа в чемпионате Первого дивизиона Комбинации Ланкашира.

### 1970-е и 1980-е
В сезоне 1970/71 Берско перешел в Лигу графства Чешир, финишировав в первом сезоне на втором месте, позади Россендейл Юнайтед. На следующий сезон команда выигрывает Большой кубок Ливерпуля среди команд вне Футбольной лиги, а в сезоне 1974/75 клубом был завоеван Кубок лиги Чешира. В конце 70-х команда трижды выходит в Первый раунд Кубка Англии, где проигрывает  в 1977 году клубу Блайт Спартанс 1:0, в 1979 году клубу Шеффилд Юнайтед 3:0, и в 1980 году клубу Олтрингем 2:1.
В 1981 году клуб становится одним из основателей Лиги Северо-западных Графств, и сразу становится чемпионом новой лиги. Новая главная трибуна на 250 сидячих мест была построена в 1986 году, заменив собой старую деревянную, которая прослужила более 60 лет, и не отвечала новым требованиям безопасности. В сезоне 1989/90 команда вылетает во Второй дивизион Лиги Северо-западных графств.

### 1990-е
В 1991 году Берско дошел до финала Кубка Лиги, а также вернулся в Первый дивизион. В сезоне 1992/93 команда проигрывает в финале Большого кубка Ливерпуля клубу Саутпорт со счетом 2:1, а в финале Кубка вызова Лиги с тем же счетом был обыгран Нантвич Таун. В сезоне 1993/94 сразу три игрока Берско были проданы в клубы Футбольной лиги, что позволило расширить вместимость домашнего стадиона еще на 500 сидячих мест в конце сезона.
В 1995 году Берско тауже выигрывает Кубок Лиги Северо-западных графств, а также Суперкубок лиги.
В сезоне 1997/98, после финиша на втором месте в чемпионате, команда получает повышение в Первый дивизион Северной премьер-лиги. Также в этом сезоне команда выигрывает Ночной Трофей лиги (League Floodlit Trophy) и выходит в финал Большого кубка Ливерпуля.
Коноплянки занимают высокое седьмое место в своем первом сезоне в Северной Премьер-лиге, а также доходят до четвертого квалификационного раунда Кубка Англии и в третий раз за последние шесть сезонов выходят в финал Большого Кубка Ливерпуля.

### 2000-е
В сезоне 1999/2000 Берско получил повышение в Премьер дивизион Северной Премьер-лиги. В своем первом сезоне на этом уровне клуб занял неплохое 15 место, и хорошо выс тупил в Кубке Англии и ФА Трофи, а в июле 2001 впервые в своей истории оделжал победу в Большом кубке Ливерпуля, обыграв в финале клуб Конференции Саутпорт.
В мае 2003 года Берско стал самым маленьким клубом выигрывавшим ФА Трофи, после победы над клубом Тамуэрт на стадионе Вилла Парк перед 14 296 зрителями. Это была двенадцатая игра команды в соревновании. Несмотря на успех в клубе произошла череда замен главного тренера.

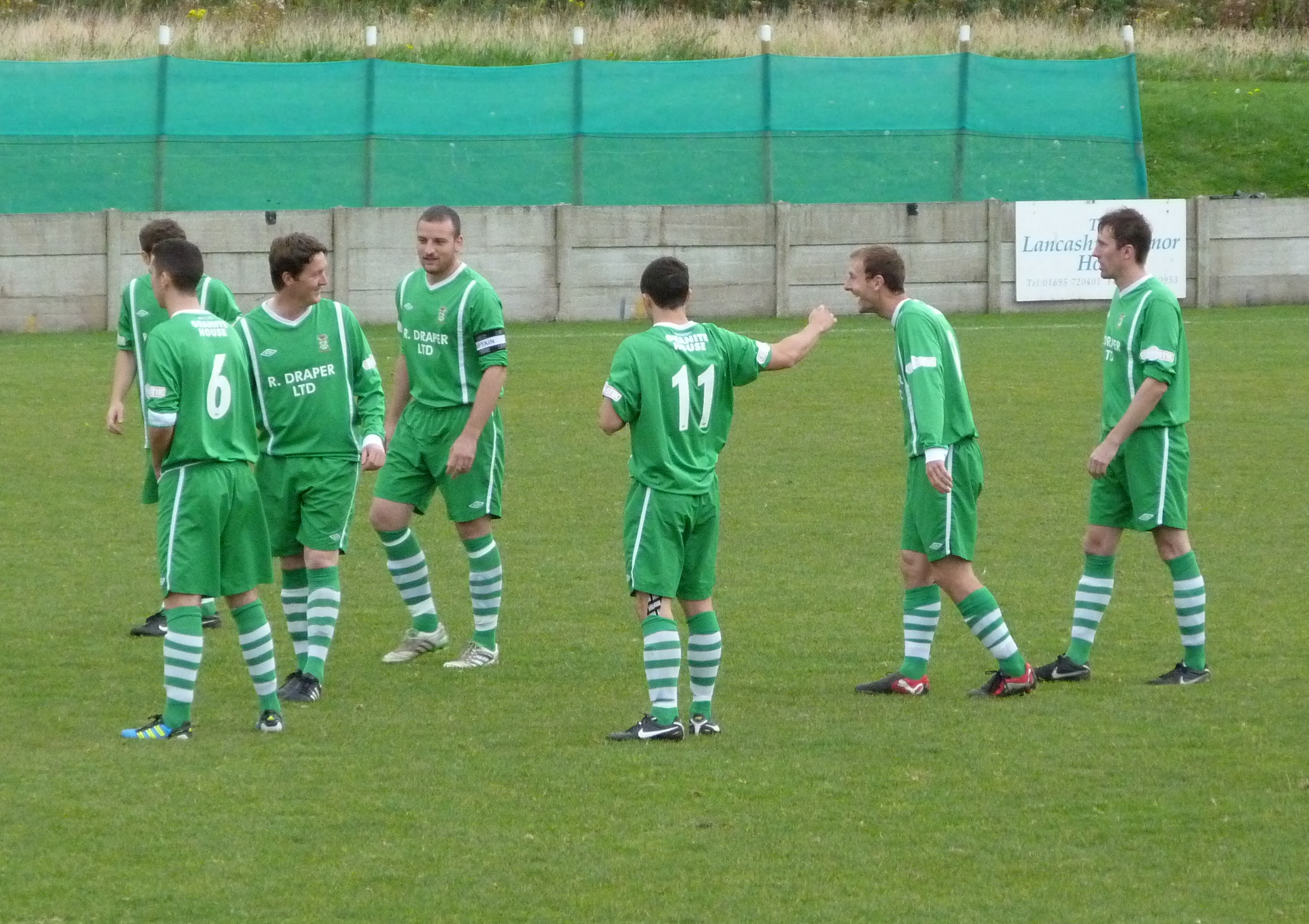
Игроки Берско перед матчем

Сезон 2003/04 в Северной Премьер-лиге, Берско завершил серией побед, что позволило команде принять участие в играх плей-офф за повышение в классе. Несмотря на то что команде пришлось все матчи на выезде, Берско дошел до финала, где в дополнительное время уступил клубу Брэдфорд Парк Авеню. Следующий сезон закончился для клуба скандалом. Коноплянкам было отказано в участии в играх плей-офф, из-за того что их обошли команды, которым начислили по три очка за несыгранные игры против клуба Спеннимур Юнайтед, который не смог завершить сезон.
В сезоне 2005/06 команда впервые дошла до второго раунда Кубка Англии, обыграв клуб Первой лиги Джиллингем дома со счетом 3:2, но во втором раунде команда проиграла клубу Бертон Альбион
Сезон 2006/07 стал для Берско одним из самых успешных. Команда выигрывает титул в Премьер дивизионе Северной Премьер-лиги, обыграв прямого конкурента за чемпионство клуб Телфорд Юнайтед в последнем туре, а также впервые выиграв Малый кубок Ланкашира.
Проведя два сезона в Северной конференции, клуб вылетел обратно в Северную Премьер-лигу в сезоне 2008/09.

### 2010-е
В сезоне 2010/11 Берско финишировал на 19 месте в чемпионате и должен был вылететь в Первый дивизион, но из-за расформирования клуба Илкестон коноплянки остались в Премьер дивизионе.. In September 2011 former manager Derek Goulding returned to the club, replacing Chris Stammers. На следующий сезон команда все же вылетела из Премьер дивизиона Северной премьер-лиги, а в сезоне 2016/17 еще раз понизилась в классе, и в данный момент выступает в Лиге Северо-западных графств, основателем которой и была в 1981 году.

## Достижения
- Северная Премьер-лига
  - Премьер дивизион победители 2006-07
- Лига Северо-Западных Графств
  - Победители 1982-83
  - Кубок Лиги победители 1992-93, 1995-96
- Комбинация Ланкашира
  - Победители 1955-56, 1969-70
  - Второй дивизион победители 1953-54
- Комбинация округа Ливерпуля
  - Победители 1949-50
- ФА Трофи
  - Победители 2002-03
- Большой кубок Ливерпуля
  - Победители 2000-01
- Большой кубок Чешира
  - Победители 1974-75
- Малый кубок Ланкашира
  - Победители 1947-48, 1949-50, 1966-67, 2006-07